# خوسيه توريبيو ميدينا
خوسيه توريبيو ميدينا (بالإسبانية: José Toribio Medina) هو ببليوجرافي ‏ ومؤرخ ومحامي وكاتب ودبلوماسي تشيلي، ولد في 21 أكتوبر 1852 في سانتياغو في تشيلي، وتوفي بنفس المكان في 11 ديسمبر 1930.